# الفيلق الأجنبي الفرنسي
الفيلق الأجنبي الفرنسي (بالفرنسية: Légion étrangère)‏ هو فرع خدمة عسكرية تابعة للجيش الفرنسي تأسس سنة 1831. أعضاء هذا الفيلق هم جنود مشاة مُدربون تدريباً عالياً. باب الانضمام للفيلق مفتوح أمام جميع المُجندين الأجانب الراغبين في الخدمة ضمن القوات المسلحة الفرنسية. عندما تأسس الفيلق الأجنبي الفرنسي لم يكن فريداً من نوعه، حيث كانت هُناك عدة تكوينات أجنبية أخرى موجودة في ذلك الوقت في فرنسا. يُعرف الفيلق الأجنبي اليوم على أنه وحدة عسكرية يُركز التدريب فيها على المهارات العسكرية التقليدية وعلى روح الجماعة القوي، حيث يأتي أفراده من بلدان مختلفة ذات ثقافات مختلفة. غالبًا ما يوصف التدريب بأنه ليس فقط تحديًا جسديًا، ولكنه أيضًا مرهق نفسيًا. يمكن لجنود الفيلق التقدم بطلب للحصول على الجنسية الفرنسية بعد انقضاء ثلاث سنوات من الخدمة. الفيلق هو الفرع الوحيد من الجيش الفرنسي الذي لا يقسم بالولاء لفرنسا، ولكن للفيلق الأجنبي نفسه. يمكن لأي جندي يصاب أثناء معركة من أجل فرنسا أن يتقدم على الفور للحصول على الجنسية الفرنسية بموجب شرط يعرف باسم «فرنسي بدمه المُراق» (بالفرنسية: Français par le sang versé)‏. اعتبارًا من 2018، خدم في الفيلق جُنود ينحدرون من 140 دولة.
منذ عام 1831، تألف الفيلق من مئات الآلاف من الأفراد خلال ذروة نشاطه، وعانى من خسارة إجمالية لما يقرب من 40.000 رجل في كُل من فرنسا والجزائر والمغرب وتونس ومدغشقر وغرب إفريقيا والمكسيك وإيطاليا وشبه جزيرة القرم وإسبانيا والهند الصينية والنرويج وسوريا وتشاد وزائير ولبنان وإفريقيا الوسطى والغابون والكويت ورواندا وجيبوتي ويوغوسلافيا السابقة والصومال وجمهورية الكونغو وساحل العاج وأفغانستان ومالي، وغيرها. استُخدم الفيلق الأجنبي الفرنسي بشكل أساسي في معارك حماية وتوسيع المناطق التي تنضوي تحت لواء الإمبراطورية الاستعمارية الفرنسية خلال القرن التاسع عشر. تمركز الفيلق الأجنبي في البداية فقط في الجزائر، حيث شارك في العمليات العسكرية هُناك. بعد ذلك، شارك أفراد الفيلق الأجنبي في عدد من النزاعات، بما في ذلك الحرب الكارلية الأولى عام 1835، وحرب القرم في عام 1854، وحرب الاستقلال الإيطالية الثانية عام 1859، والحرب الفرنسية المكسيكية عام 1863، والحرب الفرنسية البروسية عام 1870، وحملة تونكين والحرب الصينية الفرنسية عام 1883، ومعارك الإمبراطورية الاستعمارية الفرنسية في أفريقيا جنوب الصحراء الكبرى، والحرب الفرنسية الداهومية الثانية عام 1892، وبعثة مدغشقر الثانية عام 1895، وحروب الماندينغو عام 1894. في الحرب العالمية الأولى، خاض الفيلق الأجنبي العديد من المعارك الحاسمة على الجبهة الغربية. أما في الحرب العالمية الثانية، فقد شارك الفيلق في معارك صغيرة في إطار كُل من الحملة العسكرية على النرويج والحملة السورية اللبنانية وحملة شمال أفريقيا. خلال حرب الهند الصينية الأولى (1946-1954)، عرف الفيلق الأجنبي ارتفاعا في أعداد المُنضمين إليه.

## التاريخ
أنشأ لويس فيليب الأول، ملك الفرنسيين الفيلق الأجنبي الفرنسي في 10 مارس 1831. وكان السبب المباشر منع الأجانب من الخدمة في الجيش الفرنسي بعد ثورة يوليو 1830، لذلك أنشأ هذا الفيلق. وغرض هذا الفيلق كان إزالة العناصر التخريبية من المجتمع واستخدامها في محاربة أعداء فرنسا. عينت الجزائر كوطن للفيلق.
في أواخر 1831، هبطت الجيوش الأولى في الجزائر، البلد الذي سيكون وطن الفيلق ل 130 عاما. كانت السنوات الأولى في الجزائر صعبة على المحاربين لأنه تم إرسالهم كثير من الأحيان إلى أسوأ الإعلانات، تلقوا أسوأ تعيينات وكانوا غير مهتمين بمستعمرة الفرنسيين الجديدة.
استخدم الفيلق بشكل رئيسي لحماية وتوسيع الإمبراطورية الاستعمارية الفرنسية خلال القرن التاسع عشر، لكنه قاتل أيضا في جميع الحروب الفرنسية تقريبا، بما في ذلك الحرب الفرنسي البروسي وكلا الحربين العالميتين. وظلت الفرقة الأجنبية جزءا هاما من الجيش الفرنسي، إنه نجا ثلاث جمهوريات، والإمبراطورية الفرنسية الثانية، حربين عالميتين، وصعود وسقوط الجيوش المجندين، وتفكيك الامبراطورية الاستعمارية الفرنسية، وفقدان قاعدة الفيلق، الجزائر.

## وصلات خارجية
- الفيلق الأجنبي الفرنسي (بالفرنسية)
- فرصة جديدة من أجل حياة جديدة

(بالعربية)